# ティラフ人
ティラフ人はアフガニスタンのナンガルハール州の民族である。ティラヒとも呼ばれる。もともとは現在のパキスタンの連邦直轄部族地域に属するカイバル峠に位置するティラフであるが、ピール・ロシャーンにより追放されて現在の場所に移動した。インド・ヨーロッパ語族インド・イラン語派ダルド語群コヒスタン諸語に属するティラフ語を話す民族であったが、現在の主要言語はパシュトー語となっている。アフガニスタンのパシュトゥーン人と文化的に同化傾向にある。